# РК Виве Кјелце
РК Виве Кјелце (пољ. Klub Sportowy PGE Vive Kielce) је пољски рукометни клуб из града Кјелцеа основан 1965. године који се такмичи у Суперлиги Пољске.
Клуб је основан као Искра Кјелце и један је од најуспешнијих рукометних клубова у Пољској. Првак државе је био 20 пута, док је национални куп освајао 17 пута. Највећи успех клуба је освајање ЕХФ Лиге шампиона 2016. године.

## Успеси

### Домаћи
- Суперлига Пољске
  -  (20): 1993, 1994, 1996, 1998, 1999, 2003, 2009, 2010, 2012, 2013, 2014, 2015, 2016, 2017, 2018, 2019, 2020, 2021, 2022, 2023.
  -  (3): 1995, 2004, 2011.
- Куп Пољске
  -  (17): 1985, 2000, 2003, 2004, 2006, 2009, 2010, 2011, 2012, 2013, 2014, 2015, 2016, 2017, 2018, 2019, 2021.
  -  (9): 1995, 1996, 1997, 2001, 2002, 2007, 2008, 2022, 2023.

### Међународни
- Лига шампиона
  -  (1): 2016.
  -  (2): 2022, 2023.

## Тренутни састав
Од сезоне 2020/21.
| Голмани (GK) - 01 Матеуш Корнецки - 12 Милош Валах - 33 Андреас Волф Лева крила (LW) - 27 Цезари Сургиел - 32 Анхел Фернандез Десна крила (RW) - 23 Аркадиуш Морито - 84 Сигвалди Гудјонсон Пивоти (P) - 11 Николас Турна - 41 Себастијан Кажор - 50 Артсем Каралек | Леви бек (LB) - 09 Шимон Шићко - 22 Уладжисла Кулеш - 44 Даниел Дујшебаев - 48 Томаш Гебала Средњи бек (CB) - 05 Михал Олејнижак - 18 Игор Карачић - 25 Хаукур Прастарсон Десни бек (RB) - 02 Бранко Вујовић - 10 Алекс Дујшебаев - 17 Јусуф Фарук - 19 Кржиштоф Лијевски |

## Трансфери договорени за сезону 2021/22.
| - Дилан Наи (LW) (из Париз Сен Жермена) | Напуштају Виве Кјелце |